# 氷見のサカナ紳士録
氷見のサカナ紳士録（ひみのサカナしんしろく）は、富山県氷見市で水揚げされる魚介類を基に作成された比美町商店街のマスコットキャラクター群である。

## 概要
氷見市出身の漫画家・藤子不二雄Ⓐが生家である光禅寺の最寄りに当たる比美町商店街からモニュメントのデザイン案提供を依頼され、氷見漁港から水揚げされる魚介類を基に作成した8種のキャラクター群である。比美町商店街では1992年（平成4年）に『忍者ハットリくん』のカラクリ時計が設置されたのを機に商店街の一帯を「ハットリくんロード」と命名してキャラクター像を設置していたが、1996年（平成8年）に「サカナ紳士録」の提供を受けて8種16体のモニュメントを商店街の歩道上に設置した。モニュメントにはセンサーが取り付けられており、近づくと自動音声でキャラクターごとのセリフを喋るようになっている。
2000年代以降は氷見市が推進する観光地区「藤子不二雄Ⓐまんがワールド」における構成要素の一つに位置付けられ、商店街の壁画などでの活用を通じて2014年（平成26年）に市の公式マスコットとなった「ひみぼうずくん」と共に藤子Ⓐ作のご当地キャラクターとして観光客を出迎える役割を担っている。

### 地域振興への活用
比美町商店街に本店を置く氷見伏木信用金庫では「サカナ紳士録」のキャラクターを現金封筒に印刷している。
2002年（平成14年）5月に中央町で国土交通省北陸地方整備局が開館した「能越自動車道PR館」には「ブリンス館」の愛称が付けられている。PR館は能越自動車道の氷見IC - 氷見北IC区間開通後に氷見市漁業文化交流センター（ひみの海探検館）の別館として使われていたが、地域住民の要望により交流施設として使用されることになった。
また、氷見市を会場に行われるミニバスケットボールや幼児用キックバイクレースの大会は「ブリンスカップ」の名称を冠している。

## サカナ紳士たち
キャラクター名は地元の小学生を対象に行った募集を基に決定された。
- ブリンス（ブリ）
- アンボス（アンコウ）
- エイチョウ（エイ）
- イカゾウ（イカ）

- カニ丸（カニ）
- シマシマ博士（シマダイ）
- タコ八（タコ）
- トビー（トビウオ）

上記の他、モニュメント制作時には未使用となっていたサザエのキャラクターも存在しており、2004年（平成16年）に後述の短編CGアニメで“復活”している。

## ブリンスサンバ
「ブリンスサンバ」はサカナ紳士録のデビューに合わせて氷見青年会議所が1998年（平成10年）に企画・製作したキャラクターソングである。作詞・作曲は小杉町（現：射水市）出身で、富山県内を拠点に活動しているシンガーソングライターの伊藤敏博がボランティアで行った。
氷見市役所の電話保留音に使用されているのを始め、氷見市民病院が「ブリンスサンバ」をBGMにした転倒予防体操を考案している。

## CGアニメーション
2002年（平成14年）より地域振興活動を行う市民グループ「ブリンス会」が藤子スタジオの公認で短編のCGアニメシリーズを作成している。主題歌は「ブリンスサンバ」を作成した伊藤敏博の「ファンク・ラ・ブリンス」。
映像ソフトは未発売だが地元の幼稚園や保育園にビデオが寄贈されており、比美町商店街ではCGアニメのスチルが店舗の壁に描かれている。
- 海の仲間たち
- トビーのバレンタインデー
- 迷子のこいのぼり
- ドタバタ正月